# Бакке, Герберт
Ге́рберт Э́рнст Ба́кке (нем. Herbert Ernst Backe; 1 мая 1896, Батуми, Батумская область, Российская империя — 6 апреля 1947, Нюрнберг, Бизония), государственный деятель нацистской Германии, статс-секретарь Имперского министерства продовольствия и сельского хозяйства (нем. Reichsministerium für Ernährung und Landwirtschaft) (октябрь 1933 года — 1 апреля 1944 года), рейхсминистр продовольствия и сельского хозяйства (23 мая 1942 года — 23 мая 1945 года (и. о. — 23 мая 1942 года — 1 апреля 1944 года), обергруппенфюрер СС (9 ноября 1942 года).

## Биография

### Происхождение. Ранние годы
Родился в семье немецкого колониста — предпринимателя Альбрехта Бакке, прусского лейтенанта резерва (в 1907 г. покончил с собой). Помимо Герберта в семье было ещё четверо детей — его брат и три сестры.
Мать, Луиза Ветцель, происходила из многодетной семьи швабских колонистов, перебравшихся на Кавказ ещё в XIX веке.
Дед по материнской линии — Фридрих Карл (Фридрих Каспарович) Ветцель, был владельцем пивоваренного завода в Тифлисе, известного своей продукцией на весь Кавказ. Кроме того, Фридрих Ветцель был гласным Тифлисской городской думы и уполномоченным Коджорской посадской думы.
После событий 1905—1907 гг. дела семьи пришли в упадок, однако мать Бакке вместе со своими братьями и сестрой сумела продолжить бизнес своего отца и на 1913 год числилась совладелицей пивоварни.
Герберт посещал немецкую церковную школу, а в 1905 году пошёл учиться в Тифлисскую гимназию, но в 1914 году в связи с началом Первой мировой войны вынужден был оставить учёбу. Из-за того, что отец Герберта был подданным Германии, во время Первой мировой войны Бакке в числе других немцев был интернирован в лагерь на Урале.
После освобождения в условиях начавшейся в России гражданской войны при посредничестве шведского Красного Креста Бакке смог выехать в Германию, где в 1919 г. смог завершить среднее образование и получить аттестат зрелости в Штеркраде. В это время работал дренажным рабочим, рабочим на патронном заводе, бухгалтером, чтобы содержать себя, больную мать, брата и сестёр.
В 1920-1923 годах учился в Гёттингенском университете по специальности «сельское хозяйство», в годы учёбы работал управляющим имением, на различных агрономических должностях. В 1923—1924 годах был помощником ректора Высшего технического училища в Ганновере, а с 1928 года арендовал в тех краях имение.

### Становление политической карьеры
В 1922 году вступил в СА. 1 февраля 1925 года вступил в НСДАП (билет № 22 766), а затем в СС (билет № 87 882). В 1928 году избран членом ландтага Пруссии от НСДАП. Специализировался по аграрной политике.
В 1931—1933 годах Бакке был районным руководителем крестьянской организации НСДАП, отметился статьями в периодике, чем привлёк к себе внимание Рихарда Дарре, содействовавшего в дальнейшем его карьере. С 1 сентября 1933 года — заместитель начальника, а с 21 июня 1935 года — начальник Управления по вопросам поселения в Главном управлении СС по вопросам расы и поселения. Депутат рейхстага. Одновременно с октября 1933 года — статс-секретарь Имперского министерства продовольствия и сельского хозяйства.
В 1934 году выступил с призывом к германским крестьянам начать «Битву за продовольствие» (нем. Erzeugungsschlacht), с целью добиться полного обеспечения Германии собственным продовольствием. С 1936 года Бакке одновременно руководил вопросами продовольствия и сельского хозяйства в Управлении по 4-летнему плану. В 1937 году стал сенатором общества кайзера Вильгельма.

### Один из руководителей нацистской Германии
С 1941 года — уполномоченный особого штаба «Ольденбург», созданного для организации ограбления оккупированных территорий СССР. Один из ближайших помощников Г. Геринга.
Из двенадцати приказов статс-секретаря Герберта Бакке по поведению немцев на востоке, от 1 июня 1941 года, следовало, что «лучше ошибочное решение, чем отсутствие решения» со стороны солдат вермахта в их действиях в России, «стране коррупции, доносов и низкопоклонства».
23 мая 1942 года Гитлер отстранил Р. В. Дарре от обязанностей рейхсминистра продовольствия и сельского хозяйства и поручил исполнять его обязанности Бакке. Официально назначен рейхсминистром 1 апреля 1944 года, тогда же заменил Р. В. Дарре на посту имперского руководителя крестьян (нем. Reichsbauerführer). На этих постах предпринимал попытки обеспечить бесперебойное снабжение Германии продовольствием. Для этого он спроектировал радикальную стратегию голода, направленную против гражданского населения на оккупированных советских территориях — план Бакке. Принимал участие в осуществлении планов Гитлера по германизации оккупированных территорий СССР.
Как рейсхминистр Украины предложил план снабжения немецкой армии за счёт населения, проживающего на оккупированных территориях, в результате исполнения которого не менее 30 миллионов советских граждан на Украине голодали, отдавая продукты немецкой армии. Разрабатывал план блокады Ленинграда, в результате выполнения которого погибло от голода более 600 тысяч человек.
Сохранил пост рейхсминистра во Фленсбургском правительстве Дёница — Шверин-Крозига.

### Арест и суд
По свидетельству рейхсминистра вооружений Альберта Шпеера, Бакке исчез из Фленсбурга незадолго до ареста фленсбургского правительства. По слухам, он был арестован 15 мая 1945 г. и доставлен в штаб-квартиру Д. Эйзенхауэра.
Предполагалось предать Бакке суду Американского военного трибунала по Делу Вильгельмштрассе, однако он повесился в камере нюрнбергской тюрьмы 6 апреля (по другим данным 7 апреля) 1947 года из опасения быть выданным Советскому Союзу.

## Награды
- Памятный знак слета СА в Брауншвейге, 18-19 октября 1931 года
- Шеврон старого бойца
- Крест военных заслуг 1-й степени без мечей
- Крест военных заслуг 2-й степени без мечей
- Золотой знак НСДАП
- Медаль За выслугу лет в НСДАП в бронзе и серебре
- Кольцо «Мёртвая голова»
- Почётная сабля рейхсфюрера СС

## Сочинения
1930-е
- Deutscher Bauer, erwache! München: Deutscher Volksverlag, 1931.
- Volk und Wirtschaft im nationalsozialistischen Deutschland. Berlin: Reichsnährstand Verlagsges. m. b. H., 1936.
- Bauerntum und Vierjahresplan. Berlin: Reichsnährstand Verlags-G. m. b. H., 1936.
- 2 Reden anläßlich der ersten Sitzung des Forschungsrates. Neudamm: Neumann, 1936.
- Agrar- und Siedlungspolitik. Berlin: Industrieverl. Spaeth & Linde, [1937].
- Ernährungspolitik und Werbung. [Berlin]: [Der Reichsbauernführer, Verwaltungsamt], [1937].
- Das Ende des Liberalismus in der Wirtschaft. Berlin: Reichsnährstand Verlags-G. m. b. H., 1938.
- Die agrarpolitische Lage. Berlin: Haude & Spener, 1938.

1940-е
- Die europäische Landwirtschaft an der Wende. Berlin: Weicher, 1941.
- La Mission de l’agriculture en Europe: Conférence faite à Paris, le 9 juillet 1941. Corbeil: Crété, 1941.
- Gesetzgebung auf dem Gebiet der Ernährungswirtschaft. München: C.H. Beck, 1941.
- Die russische Getreidewirtschaft als Grundlage der Land- und Volkswirtschaft Rußlands. [s.l.], [1941] (als Ms. gedruckt; выпущена ограниченным тиражом для служебного пользования).
- Die Aufgabe der holländischen Landwirtschaft im Grossraum Europa. Den Haag: [Der Reichskommissar f. d. Besetzten Niederländ. Gebieste], [1941].
- Um die Nahrungsfreiheit Europas. Leipzig: Goldmann, 1942 (переиздание — Kapitalismus und Nahrungsfreiheit. Bad Godesberg, 1957).

Чешская версия:
- Bitva o výživu: O soběstačnost Evropy. Praha: Orbis, 1943.

Венгерская версия:
- Európa élelmezési szabadsága. Lipcse: Goldmann, [1944].

Финская версия:
- Eurooppa omavaraimeksi ravíntoaineisiin nähden. Porvoo: Söderström, 1944.
- Höchstleistungen aus eigener Kraft! [s.l.]: [s.n.], [1944].